# Fukurokuju

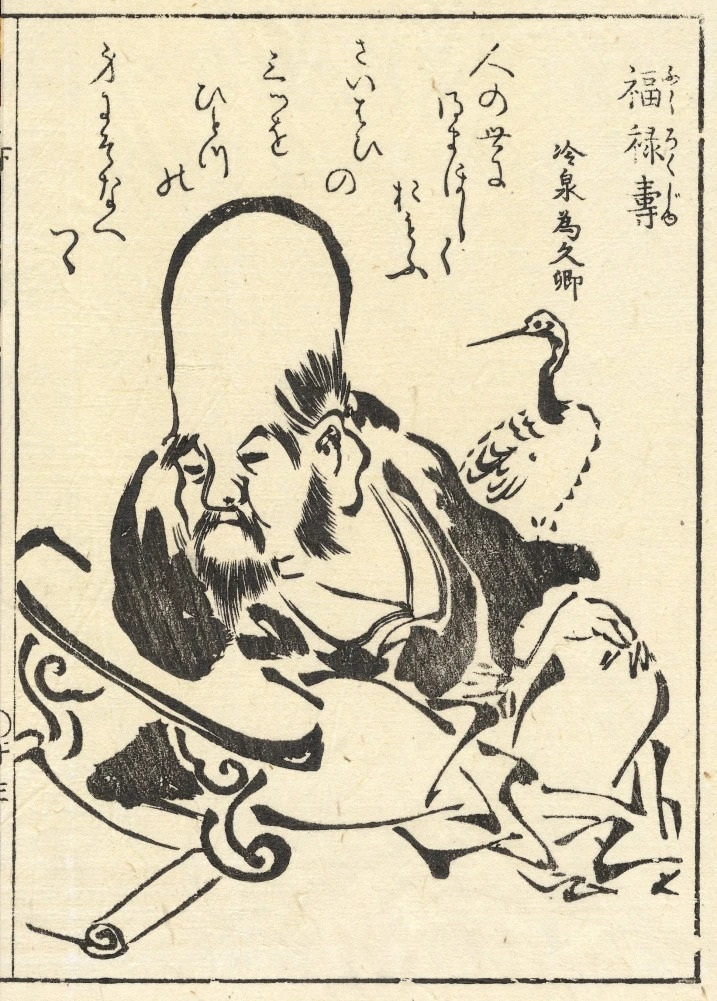
Fukurokuju-Bildnis von Tachibana Morikuni (1679–1748)

Fukurokuju (jap. 福禄寿, von 福 fuku, deutsch ‚Glück‘, 禄 roku, deutsch ‚Wohlstand‘ und 寿 ju, deutsch ‚langes Leben‘) ist eine in Japan verehrte Gottheit, die den sieben Glücksgöttern (Shichi Fukujin) und den San Fukujin, den drei Göttern der Glückseligkeit, zugeordnet wird. Er ist der Gott der Weisheit, des Glücks und des langen Lebens.

## Darstellung
Dargestellt wird Fukurokuju als Mann mit hoher Stirn, bis hin zu einem Turmschädel, und mit einem Stock, an dem Schriftrollen hängen. Seine Begleiter sind eine Schildkröte (Symbol für langes Leben) und ein Kranich (Symbol für Weisheit). Aufgrund der sehr ähnlichen Erscheinung wird Fukurokuju oft mit Jurōjin verwechselt.

## Chinesische Wurzeln
Als Wurzeln des Gottes Fukurokuju kann die chinesische Triade der Fú Lù Shòu Sānxīng (chinesisch 福祿壽三星 / 福禄寿三星 – „Dreigestirn des Glücks, Wohlstand und des langen Lebens“) ausgemacht werden.
Diese setzt sich zusammen aus
- Fúxīng, Stern des Glücks,
- Lùxīng, Stern des Reichtums und
- Shòuxīng, Stern des langen Lebens.

Die drei Sterne entsprechen genau den drei Bestandteilen des Namens Fukurokuju.